# Королевское историческое общество
Королевское историческое общество (англ. The Royal Historical Society) — престижная историческая организация Великобритании, созданная в 1868 году во время правления королевы Виктории.

## История
Историческое общество возникло в 1868 году как первая общенациональная организация занимающаяся изучением истории. Вскоре общество получило статус Королевского.
Первоначально общество представляло собой своеобразный джентльменский клуб, в нём преобладали историки-любители, и уровень исторических изысканий, результаты которых публиковались в его «Трудах», был невысоким. В 1880—1890-е годах в общество вступили известные университетские историки — Дж. Актон, У. Каннингем, Ф. Мейтленд; повысилось качество издаваемых трудов.
После объединения в 1897 году Королевского общества с Кемденовским обществом (англ. Camden Society), оно стало приобретать характер ведущего профессионального национального объединения историков. Наряду с Исторической ассоциацией (англ. Historical Association), оно остается ведущим национальным историческим обществом.
В послевоенные годы Королевское историческое общество стало одним из наиболее престижных.

## Труды общества
Обществом было выпущено в свет около 300 томов исторических документов.
Результаты исследовательской работы общества представлены в ежегодных «Трудах» («Transactions»).
С середины 1970-х годов обществом издаются серии ежегодных библиографий по британской истории, а также — серии монографий «Исторические исследования», где представлялись работы молодых ученых.